# Jatomi
Jatomi (弥富市, Jatomi-ši) je japonské město, které se nachází na západě prefektury Aiči na pobřeží zátoky Ise. Současná hranice města vznikla v roce 2006, kdy došlo k připojení obce Džúšijama.